# 獅子ヶ鼻砦
獅子ヶ鼻砦（ししがはなとりで、英語: Fort Shishigahana）は、静岡県菊川市大石（遠江国城東郡大石村）にあった日本の城。現在は城跡が残る。高天神城を包囲するために築かれた「高天神六砦」の一つである。

## 概要

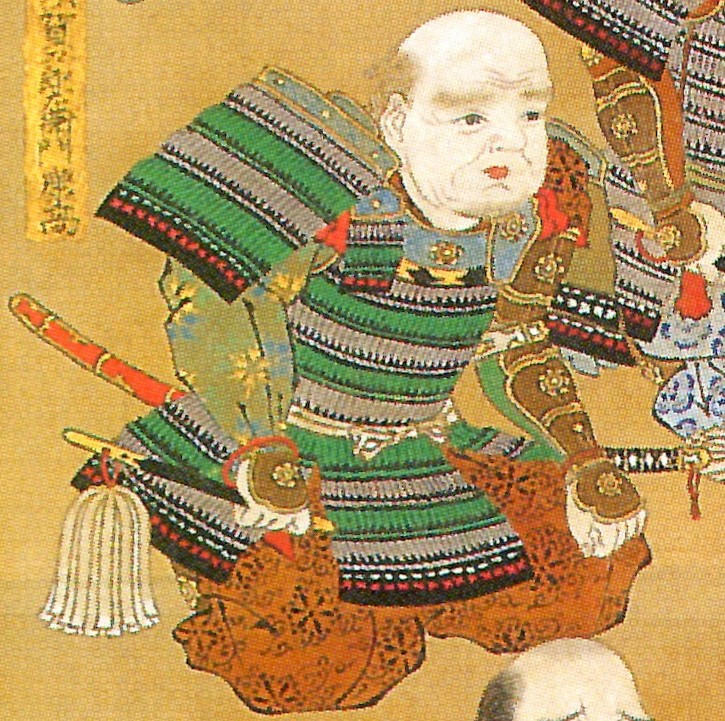
獅子ヶ鼻砦を統轄した大須賀康高（伝狩野永納筆『德川二十將図』）

遠江国城東郡の大石村に立地する。高天神城より東に3キロメートルほど離れており、半島のような形状で突き出している台地の端に位置している。
1580年（天正8年）、武田勝頼方の高天神城を攻略するために、徳川家康により獅子ヶ鼻砦が築城された。この獅子ヶ鼻砦は、小笠山砦、能ヶ坂砦、火ヶ峰砦、中村砦、三井山砦とともに「高天神六砦」と称された。築城後は、家康に任じられた大須賀康高がこの砦を管轄し、高天神城への兵糧や弾薬の補給を遮断した。その結果、高天神城の将兵は飢えに苦しみ、城に立てこもる岡部元信らは苦境に陥った。第二次高天神城の戦いにより高天神城が落城すると、役割を終えたこの砦も廃止されることになった。
その後、獅子ヶ鼻砦跡の周辺には、蓮池公園、菊川市営保養センター小菊荘、多目的グラウンド、市民農園などが整備され、近隣の住民たちの憩いの場となっている。往時を偲ばせる曲輪や堀切が残存しており、獅子ヶ鼻砦跡であることを示す案内板や説明板が建てられている。

## 名称
この砦は獅子ヶ鼻に位置することから、その名を取って「獅子ヶ鼻砦」と呼ばれるようになった。なお、山の名前の由来は、山体が獅子の頭のような形をしているからだという説がある。